# Thomas Cichon
Thomas Cichon (ur. 9 czerwca 1975 w Rudze Śląskiej jako Tomasz Cichoń) – niemiecki piłkarz polskiego pochodzenia, obrońca. Przez dziewięć lat grał w 1. FC Köln, był też zawodnikiem VfL Osnabrück. W Bundeslidze rozegrał 131 spotkań i zdobył 1 bramkę. Wnuk Helmuta Cichonia.